# Блеоміцин
Блеоміцин (лат. Bleomycinum) — природний лікарський препарат, отриманий із продуктів життєдіяльності бактерії Steptomyces verticillus, який за своїм хімічним складом є глікопептидом (згідно з частиною класифікацій, належить до групи глікопептидних антибіотиків) та належить до групи протипухлинних антибіотиків Блеоміцин застосовується переважно внутрішньовенно, іноді внутрішньом'язово або внутрішньоартеріально, за необхідності також внутрішньопорожнинно. Блеоміцин уперше отриманий у Японії в 1966 році.

## Фармакологічні властивості
Блеоміцин — природний лікарський засіб, отриманий із продуктів життєдіяльності бактерії Steptomyces verticillus, який за своїм хімічним складом є глікопептидом та належить до групи протипухлинних антибіотиків. Механізм дії препарату полягає в інгібуванні синтезу та розщепленні молекул ДНК у пухлинних клітинах, а також у частковому інгібуванні синтезу РНК і білків в пухлинних клітинах. Блеоміцин застосовується у комбінації з іншими протипухлинними препаратами при різних видах раку: раку шкіри (у тому числі саркомі Капоші), стравоходу, легень, шийки матки, щитоподібної залози, молочної залози, рак ділянки голови та шиї, семіномі, саркомі м'яких тканин, лімфогранулематозі та неходжкінських лімфомах. Згідно з більшістю джерел, при застосуванні блеоміціцину спостерігається значна кількість побічних ефектів, найхарактернішими із яких є легенева токсичність у вигляді облітеруючого бронхіоліту, еозинофільна гіперчутливість та інтерстиційний пульмоніт.

### Фармакокінетика
Блеоміцин швидко розподіляється в організмі після ін'єкції, після внутрішньовенного введення біодоступність препарату становить 100 %, після внутрішньопорожнинного застосування абсолютна біодоступність блеоміцину — 45 %. Препарат майже не зв'язується (близько 1 %) з білками плазми крові. Блеоміцин після введення накопичується переважно в пухлинних клітинах шкіри та легень, значно менше в нирках, очеревині, лімфатичних вузлах і кістковому мозку. Препарат проходить через плацентарний бар'єр, даних за проникнення в грудне молоко немає. Метаболізується блеоміцин тканинними ферментами. Виводиться препарат із організму переважно із сечею, переважно у незміненому вигляді. Період напіввиведення блеоміцину складає 115—180 хвилин, і цей час може збільшуватися при порушеннях функції печінки або нирок.

## Показання
Блеоміцин застосовують для лікування раку шкіри, стравоходу, легень, шийки матки, щитоподібної залози, молочної залози, раку ділянки голови та шиї, семіноми, саркоми м'яких тканин, лімфогранулематозу та неходжкінських лімфом, а також для профілактики метастатичного ексудативного плевриту і перитоніту внутрішньопорожнинно.

## Побічна дія
При застосуванні блеоміцину побічні ефекти спостерігаються дуже часто, найхарактернішим є легенева токсичність у вигляді облітеруючого бронхіоліту, пневмофіброзу, еозинофільної гіперчутливості та інтерстиційний пульмоніт, який, згідно частини джерел, спостерігається в 46 % випадках застосування препарату. Причиною частих легеневих, а також шкірних, побічних явищ препарату вважається відсутність ферменту блеоміцингідролази у шкірі та легенях. Також при застосуванні препарату можуть спостерігатися наступні побічні ефекти:
- Алергічні реакції та з боку шкірних покривів — алопеція, гарячка, кропив'янка, еритема шкіри, дерматит, ураження нігтів, підвищення пігментації шкіри, гіперкератоз, шкірні алергічні реакції.
- З боку травної системи — стоматит, нудота, блювання, погіршення апетиту, діарея, порушення функції печінки.
- З боку нервової системи — головний біль, запаморочення.
- З боку серцево-судинної системи — токсичне ураження судин, наслідками якого можуть стати інсульт або інфаркт міокарду.
- З боку сечостатевої системи — порушення функції нирок, болючий сечопуск, почащення сечопуску, азооспермія, аменорея.
- Зміни в лабораторних аналізах — лейкопенія.
- Інші побічні ефекти — флебіт у місці ін'єкції, ущільнення тканин у місці внутрішньом'язового введення.

## Протипоказання
Блеоміцин протипоказаний при підвищеній чутливості до препарату, порушеннях функції ленень або виражених змінах легеневої тканини, важких захворюваннях серця, виражених порушеннях функції печінки, виражених порушеннях функції нирок, вагітності та годуванні грудьми, у дитячому віці.

## Форми випуску
Блеоміцин випускається у вигляді ліофілізату для приготування розчину для внутрішньовенного застосування у флаконах по 5 та 15 мг.